# تربية إعلامية
التربية الإعلامية أو الدِراية بوَسائِل الاِتِصال أو معرفة القراءة والكتابة الإعلامية (بالإنجليزية: Media literacy)‏ حيثُ تشمل الممارسات التي تسمح للأفراد بالوصول، والتقييم النقدي، وإنشاء وسائل الإعلام. لا تقتصر التربية الإعلامية على وسيلةٍ إعلاميةٍ واحدة؛ لذلك وعلى مر السنين كانت هُناك العديد من المحاولات المُختلفة للخروج بتعريفٍ مُحددٍ لها، وقد عُرفت بناءً على المهارات العامة وثيقة الصلة بجميع وسائل الإعلام أو ظهرت تعريفاتٍ مرتبطة بأشكال وسائل إعلامية مُحددة. تُعَرف التربية الإعلامية بناءً على الرابطة الوطنية الأمريكية للتربية الإعلامية بأنها سلسلةٌ من الكفاءات الإعلامية مع قدرةٍ على الوصول والتحليل والتقييم والتواصل ضمن مجموعةٍ متنوعة من الأشكال التي يمكن أن تكون رسائل مطبوعة أو غير مطبوعة. وُجدَ أنَّ التربية الإعلامية تتيح للأفراد أن يكونوا مفكرين ناقدين ومبدعين في العديد من الرسائل الإعلامية مثل الصُورة واللغة والصوت.
تُعرف التربية الإعلامية ببساطة على أنها مهارة التعامل مع الإعلام.

تعرّف منظمة اليونسكو التربية الإعلامية والمعلوماتية بأنها: (الكفاءات الأساسية التي تتيح للمواطنين التعامل مع وسائل الإعلام على نحو فعّال، وتطوير الفكر النقدي ومهارات التعلّم مدى الحياة، في سبيل تنشئة اجتماعية تجعل منهم مواطنين فاعلين)، ويعرّفها معهد الثقافة الإعلامية بالولايات المتحدة الأميركية بأنها الإطار العام الذي يمنح للمتلقي القدرة على الوصول إلى الرسائل الإعلامية بكافة أشكالها، والقدرة على تحليلها وتقييمها وإنتاجها، على الرغم من اختلاف أنواع هذه الرسائل، بدءاً من الوسائل المطبوعة وانتهاءً بشبكة الإنترنت

## نظرة عامة
هناك أربعُ مهاراتٍ هامة تُساعد المشاهد أو القارئ على فهم معنى التربية الإعلامية:
- الوصول إلى وسائل الإعلام
- تحليل المحتوى
- القدرة على تقييم الرسائل
- القدرة على إيجاد وسائل للتعبير عن الذات والتواصل.[11]

## التاريخ
تركز التربية الإعلامية على الطرق التعليمية والتربوية في محو الأمية الإعلامية، وذلك من خلال دمج الأطر النظرية والنقدية الناشئة عن نظرية التعلم البنائية، والدراسات الإعلامية والثقافية. ظهرت الحاجة لنشر التربية الإعلامية بسبب الانتشار الواسع للإعلام والتكنولوجيا خلال القرن العشرين وتزايد متابعة واستخدام الأطفال والشباب لوسائل التواصل الاجتماعي والاعتماد عليها في الحصول على المعلومات.
وفي العام 1982 خصصت الندوة العامة لليونسكو لمناقشة شؤون التربية الإعلامية وتحدياتها وذلك لأن وسائل الإعلام قد أصبحت متاحة وبسهولة في كل منزل، وكان الهدف الأهم هو التوعية والإرشاد في كيفية متابعة وسائل الإعلام.
وفي العام 2001 قامت اليونيسكو بعمل بتوزيع استبيان حول التعليم الاعلامي وبحثت فيه عن الدول التي قامت بدمج الدراسات الإعلامية في مناهج المدارس المختلفة، والتي قامت بتطوير مبادرات جديدة في مجال التربية الإعلامية. تم إرسال الاستبيان إلى 72 خبيراً في مجال التعليم الإعلامي في 52 دولة مختلفة حول العالم. تناول الاستبيان ثلاثة مجالات رئيسية:
1. التعليم الإعلامي في المدارس: المدى والأهداف والأساس المفاهيمي والمعطيات الحالية وطبيعة التقييم ودور الإنتاج من قبل الطلاب
2. الشراكات: إشراك المؤسسات الإعلامية ومنظمي وسائل الإعلام في التربية الإعلامية؛ ودور المجموعات الشبابية غير الرسمية؛ ومعطيات تعليم المعلمين.
3. تطوير التعليم الإعلامي: بحث وتقييم معطيات التعليم الإعلامي؛ والاحتياجات الرئيسية للمعلمين؛ والعقبات التي تعترض التنمية في المستقبل؛ والمساهمة المحتملة لليونسكو.

أشارت نتائج الدراسة إلى أن التعليم الإعلامي حقق تقدما غير متكافئ. في البلدان التي يوجد فيها التعليم الإعلامي بشكل كامل، تم تقديمه على أنه اختياري، وكان اعتقاد العديد من الدول أن التعليم الإعلامي لا ينبغي أن يكون جزءًا منفصلًا عن المناهج الدراسية بل يجب أن يدمج في المناهج الدراسية الحالية. كما وكانت جميع الردود تشير إلى أهمية التعليم الإعلامي، وإلى الحاجة إلى اعتراف رسمي من قبل الحكومات وصانعي السياسات بأهمية التعليم الإعلامي.
- إلمام رقمي
- خطاب (علم الاجتماع)
- وعي معلوماتي

## تطبيق التربية حول العالم
في العام 2009 تم إطلاق أول مجلة علمية عن تعليم التربية الإعلامية في أميركا الشمالية وذلك لدعم الباحثين والمختصين في هذا المجال.
تعتبر بريطانيا من الدول الرائدة في مجال تعليم التربية الإعلامية، حيث شاركت العديد من المؤسسات في هذا التطور مثل معهد الأفلام البريطاني ومركز الإعلام الإنجليزي. وكانت فرنسا من الدول السباقة في تدريس الأفلام في هذا الوسط، وتم مؤخراً تنظيم مؤتمرات ودورات إعلامية للمعلمين مع إدراج الإنتاج الإعلامي. ومنذ السبعينيات والثمانينيات كانت المنشورات النظرية حول محو الأمية الإعلامية في ألمانيا، وكان هناك اهتمام متزايد في الثمانينيات والتسعينيات بالتعليم الإعلامي داخل وخارج النظام التعليمي. وفي هولندا قامت الحكومة الهولندية بإضافة التربية الإعلامية على أجندة عام 2006 كموضوع هام للمجتمع الهولندي كافة. وفي أبريل 2008، تم إنشاء مركز مختص حول التربية الإعلامية من قبل الحكومة الهولندية. وهو عبارة عن شبكة تضم المهتمين ومن لديهم خبرة في هذا الموضوع.
قامت أستراليا بإضافة التربية الإعلامية ضمن المنهج الدراسي الإلزامي، وفي آسيا فقد كانت الفلبين من أولى الدول التي أدخلت التربية الإعلامية في التعليم، ثم توالت الدول لتطبيق الإجراءات لإضافة لجعل التربية الإعلامية في المنهج الدراسي المدرسي ومقرراً جامعياً أيضاً.
وفي العالم العربي، كانت الأردن أول دولة عربية تدرج التربية الإعلامية في المناهج المدرسية، حيث قامت الحكومة الأردنية بتشكيل فريق لمتابعة مشروع التربية الإعلامية والمعلوماتية وذلك بالتعاون بين وزارة التربية والتعليم ومعهد الإعلام الأردني.

## كتب
- فهد بن عبد الرحمن الشميمري (2010). التربية الإعلامية - كيف نتعامل مع الإعلام؟ (PDF) (ط. الأولى). الرياض، المملكة العربية السعودية. ISBN:9786030054992. مؤرشف من الأصل (PDF) في 2019-11-26. اطلع عليه بتاريخ 2018-12-18.{{استشهاد بكتاب}}:  صيانة الاستشهاد: مكان بدون ناشر (link) (غودريدز)